# Barbara Robaczewska
Barbara Robaczewska – polska dialogistka i autorka tekstów. Napisała dialogi między innymi do wszystkich części Harry’ego Pottera.

## Życie prywatne
- Mąż Marek Robaczewski jest aktorem, reżyserem dubbingu i autorem tekstów piosenek.
- Córka Marta Robaczewska jest dialogistką.
- Syn Tomasz Robaczewski jest dialogistą.
- Jej teściem był aktor Eugeniusz Robaczewski.
- Jej teściową była aktorka Wanda Elbińska-Robaczewska.

## Dialogi polskie
- 1961–1962: Kocia ferajna (odc. 30)
- 1962–1987: Jetsonowie (odc. 58–60, 68–71)
- 1969: Dastardly i Muttley (odc. 1–5, 10, 12–17)
- 1973: Robin Hood
- 1980: Pierwsza wigilia Misia Yogi
- 1983: Kaczor Donald przedstawia
- 1983: Dookoła świata z Willym Foggiem
- 1983: Miki i Donald przedstawiają Goofy’ego sportowca
- 1990: Piotruś Pan i piraci (odc. 43, 60)
- 1992–1997: Kot Ik! (odc. 5, 26, 37)
- 1994–1998: Magiczny autobus (odc. 11–12)
- 1994–1995: Aladyn
- 1996–2003: Laboratorium Dextera
- 1996–1997: Kacza paczka
- 1997–2007: Niedźwiedź w dużym niebieskim domu (odc. 1)
- 1997–1998: Traszka Neda (odc. 1–2, 6–7, 13)

- 1997: Polowanie na mysz
- 1998–2001: A to histeria! (odc. 5)
- 1998–2000: I pies, i wydra
- 1999–2004: Sabrina (odc. 1–15, 19, 21)
- 1999–2002: Chojrak – tchórzliwy pies
- 1999–2000: Produkcje Myszki Miki
- 1999: Asterix i Obelix kontra Cezar
- 1999: Pokémon: Film pierwszy
- 1999: Stalowy gigant
- 2000–2002: Owca w Wielkim Mieście
- 2001–2004: Café Myszka
- 2001–2003: Aparatka (odc. 46)
- 2001: Psy i koty
- 2001: Harry Potter i Kamień Filozoficzny
- 2001: Wakacje. Żegnaj szkoło

- 2002–2005: Mucha Lucha
- 2002: Harry Potter i Komnata Tajemnic
- 2002: Epoka lodowcowa
- 2003: Baśniowy świat 3
- 2004: Ekspres polarny
- 2004: Scooby-Doo 2: Potwory na gigancie
- 2004: Dom dla Zmyślonych Przyjaciół pani Foster
- 2004: Harry Potter i więzień Azkabanu
- 2004: Baśniowy świat 5
- 2005–2008: Mój partner z sali gimnastycznej jest małpą
- 2005: Harry Potter i Czara Ognia
- 2005: Fantastyczna Czwórka
- 2006–2008: Złota Rączka
- 2006: Klub przyjaciół Myszki Miki
- 2006: Epoka lodowcowa 2: Odwilż

- 2007: Przygody Sary Jane (odc. 14–17, 22–23)
- 2007: Złoty kompas
- 2007: Barbie i magia tęczy
- 2007: Harry Potter i Zakon Feniksa
- 2008: Speed Racer
- 2009: Harry Potter i Książę Półkrwi
- 2010: Psy i koty: Odwet Kitty
- 2010: Miś Paddington
- 2010: Zemsta futrzaków
- 2010: Harry Potter i Insygnia Śmierci cz.1
- 2011: Gwiezdne wojny: część V – Imperium kontratakuje
- 2011: Gwiezdne wojny: część VI – Powrót Jedi
- 2014: Noe wybrany przez Boga